# Coppa di Grecia 2017-2018 (pallavolo maschile)
La Coppa di Grecia 2017-2018 si è svolta dal 6 febbraio al 21 aprile 2018: al torneo hanno partecipato 16 squadre di club greche e la vittoria finale è andata per la seconda volta al PAOK.

## Regolamento
La competizione si svolge in tre fasi:
- La prima prevede incontri a livello locale tra club amatoriali;
- La seconda prevede cinque turni preliminari, nel corso dei quali scendono in campo anche i club partecipanti all'A2 Ethnikī;
- La terza prevede la partecipazione dei dodici club di Volley League e delle quattro formazioni qualificate dal turno precedente, che giocano ottavi, quarti di finale e final-four, disputando sempre incontri in gara unica.

## Squadre partecipanti
| - AEK Atene - Ethnikos Alexandroupolīs - CANT - Ethnikos Pireo - Foinikas Syro - Īraklīs Chalkidas - Īraklīs Salonicco - Kīfisia | - Nestōr - Nikī Aiginio - Olympiakos - Olympias - Pamvochaïkos - Panachaïkī - Panathīnaïkos - PAOK |

## Torneo

### Ottavi di finale
| 6 febbraio 2018 ?, ? Durata: ? - Spettatori: ? | Ethnikos Alexandroupolīs | 1 - 3 | PAOK              | 18-25, 29-31, 25-20, 24-26        |
| 6 febbraio 2018 ?, ? Durata: ? - Spettatori: ? | Olympiakos               | 3 - 1 | Panachaïkī        | 25-11, 25-11, 25-21               |
| 7 febbraio 2018 ?, ? Durata: ? - Spettatori: ? | Nestōr                   | 0 - 3 | Nikī Aiginio      | 24-26, 22-25, 18-25               |
| 7 febbraio 2018 ?, ? Durata: ? - Spettatori: ? | CANT                     | 0 - 3 | Īraklīs Salonicco | 10-25, 20-25, 20-25               |
| 7 febbraio 2018 ?, ? Durata: ? - Spettatori: ? | Pamvochaïkos             | 1 - 3 | Ethnikos Pireo    | 27-25, 23-25, 16-25, 17-25        |
| 7 febbraio 2018 ?, ? Durata: ? - Spettatori: ? | Olympias                 | 1 - 3 | Īraklīs Chalkidas | 25-23, 14-25, 23-25, 23-25        |
| 7 febbraio 2018 ?, ? Durata: ? - Spettatori: ? | Panathīnaïkos            | 3 - 2 | Kīfisia           | 21-25, 23-25, 27-25, 25-16, 22-20 |
| 8 febbraio 2018 ?, ? Durata: ? - Spettatori: ? | AEK Atene                | 3 - 0 | Foinikas Syro     | 25-20, 25-21, 26-24               |

### Quarti di finale
| 21 febbraio 2018 ?, ? Durata: ? - Spettatori: ? | Olympiakos     | 3 - 0 | Īraklīs Chalkidas | 25-21, 25-13, 25-16        |
| 21 febbraio 2018 ?, ? Durata: ? - Spettatori: ? | Ethnikos Pireo | 0 - 3 | Panathīnaïkos     | 20-25, 24-26, 23-25        |
| 21 febbraio 2018 ?, ? Durata: ? - Spettatori: ? | PAOK           | 3 - 1 | Nikī Aiginio      | 25-21, 23-25, 25-18, 25-19 |
| 21 febbraio 2018 ?, ? Durata: ? - Spettatori: ? | AEK Atene      | 0 - 3 | Īraklīs Salonicco | 22-25, 20-25, 21-25        |

### Final-four

#### Semifinali
| 20 aprile 2018 ?, Rodi Durata: ? - Spettatori: ? | Olympiakos        | 2 - 3 | PAOK          | 25-19, 22-25, 25-19, 22-25, 8-15  |
| 20 aprile 2018 ?, Rodi Durata: ? - Spettatori: ? | Īraklīs Salonicco | 3 - 2 | Panathīnaïkos | 32-34, 17-25, 36-34, 32-30, 15-10 |

#### Finale
| 21 aprile 2018 ?, Rodi Durata: ? - Spettatori: ? | PAOK | 3 - 0 | Īraklīs Salonicco | 25-18, 25-16, 25-18 |